# Sukasari (Air Periukan)
Sukasari is een bestuurslaag in het regentschap Seluma van de provincie Bengkulu, Indonesië. Sukasari telt 1612 inwoners (volkstelling 2010).